# 31e législature de la Colombie-Britannique

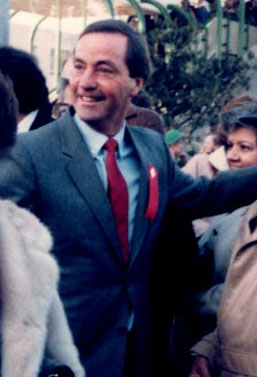
Bill Bennett, premier ministre (1975-1986).

La 31e législature de la Colombie-Britannique a siégé de 1976 à 1979. Ses membres sont élus lors de l'élection générale de 1975 (en). Le Parti Crédit social de la Colombie-Britannique de Bill Bennett forme un gouvernement majoritaire. Le Nouveau Parti démocratique de la Colombie-Britannique (NPD) dirigé par David Barrett obtient l'opposition officielle. Bennett perd son siège lors de l'élection et William Stewart King dirige le parti et l'opposition jusqu'au retour de Bennett en juin 1979.
Dean Smith est président de l'Assemblée jusqu'en 1978. Il est remplacé par Harvey Schroeder en  1979.

## Membre de la 31elégislature
| Député | Député                      | Circonscription           | Parti                     |
| ------ | --------------------------- | ------------------------- | ------------------------- |
|        | Robert Evans Skelly         | Alberni                   | Néo-démocrate             |
|        | Frank Arthur Calder         | Atlin                     | Créditiste                |
|        | James J. (Jim) Hewitt       | Boundary-Similkameen      | Créditiste                |
|        | Raymond L. Loewen           | Burnaby-Edmonds           | Créditiste                |
|        | Eileen Dailly               | Burnaby North             | Néo-démocrate             |
|        | Elwood Neal Veitch          | Burnaby-Willingdon        | Créditiste                |
|        | Alexander Vaughan Fraser    | Cariboo                   | Créditiste                |
|        | Harvey Schroeder            | Chilliwack                | Créditiste                |
|        | James Roland Chabot         | Columbia River            | Créditiste                |
|        | Karen Elizabeth Sanford     | Comox                     | Néo-démocrate             |
|        | George Herman Kerster       | Coquitlam                 | Créditiste                |
|        | Barbara Brookman Wallace    | Cowichan-Malahat          | Néo-démocrate             |
|        | Kenneth Walter Davidson     | Delta                     | Créditiste                |
|        | George Mussallem            | Dewdney                   | Créditiste                |
|        | Lyle Benjamin James Kahl    | Esquimalt                 | Créditiste                |
|        | Howard John Lloyd           | Fort George               | Créditiste                |
|        | Rafe Kenneth Mair           | Kamloops                  | Créditiste                |
|        | George Wayne Haddad         | Kootenay                  | Créditiste                |
|        | Robert Howard McClelland    | Langley                   | Créditiste                |
|        | Don Lockstead               | Mackenzie                 | Néo-démocrate             |
|        | David Daniel Stupich        | Nanaimo                   | Néo-démocrate             |
|        | Lorne Nicolson              | Nelson-Creston            | Néo-démocrate             |
|        | Dennis Geoffrey Cocke       | New Westminster           | Néo-démocrate             |
|        | Patricia Jordan             | North Okanagan            | Créditiste                |
|        | Dean Edward Smith           | North Peace River         | Créditiste                |
|        | Gordon Fulerton Gibson      | North Vancouver-Capilano  | Libéral                   |
|        | John (Jack) Davis           | North Vancouver-Seymour   | Créditiste                |
|        | George Scott Wallace        | Oak Bay                   | Progressiste-conservateur |
|        | Jack Joseph Kempf           | Omineca                   | Créditiste                |
|        | Graham Lea                  | Prince Rupert             | Néo-démocrate             |
|        | William Stewart King        | Revelstoke-Slocan         | Néo-démocrate             |
|        | James Arthur Nielsen        | Richmond                  | Créditiste                |
|        | Christopher D'Arcy          | Rossland-Trail            | Néo-démocrate             |
|        | Hugh Austin Curtis          | Saanich and the Islands   | Créditiste                |
|        | Leonard Bawtree             | Shuswap                   | Créditiste                |
|        | Cyril Morley Shelford       | Skeena                    | Créditiste                |
|        | Bill Bennett                | South Okanagan            | Créditiste                |
|        | Donald McGray Phillips      | South Peace River         | Créditiste                |
|        | Bill Vander Zalm            | Surrey                    | Créditiste                |
|        | Rosemary Brown              | Vancouver-Burrard         | Néo-démocrate             |
|        | Norman Levi                 | Vancouver-Burrard         | Néo-démocrate             |
|        | Emery Oakland Barnes        | Vancouver Centre          | Néo-démocrate             |
|        | Gary Lauk                   | Vancouver Centre          | Néo-démocrate             |
|        | Alexander Barrett MacDonald | Vancouver East            | Néo-démocrate             |
|        | Robert Arthur Williams      | Vancouver East            | Néo-démocrate             |
|        | Grace Mary McCarthy         | Vancouver-Little Mountain | Créditiste                |
|        | Evan Maurice Wolfe          | Vancouver-Little Mountain | Créditiste                |
|        | Garde Basil Gardom          | Vancouver-Point Grey      | Créditiste                |
|        | Patrick Lucey McGeer        | Vancouver-Point Grey      | Créditiste                |
|        | Charles Stephen Rogers      | Vancouver South           | Créditiste                |
|        | William Gerald Strongman    | Vancouver South           | Créditiste                |
|        | Charles Frederick Barber    | Victoria                  | Néo-démocrate             |
|        | Robert Samuel Bawlf         | Victoria                  | Créditiste                |
|        | Louis Allan Williams        | West Vancouver-Howe Sound | Créditiste                |
|        | Thomas Manville Waterland   | Yale-Lillooet             | Créditiste                |

## Répartition des sièges
| Parti    | Parti                     | Député(s) |
| -------- | ------------------------- | --------- |
|          | Crédit social             | 35        |
|          | Néo-démocrate             | 18        |
|          | Libéral                   | 1         |
|          | Progressiste-conservateur | 1         |
| Total    | Total                     | 55        |
| Majorité | Majorité                  | 15        |

## Élections partielles
Des élections partielles ont été tenues pour diverses autres raisons:
| Circonscription | Député                 | Parti                     | Élection     | Motif                                                                                      |
| --------------- | ---------------------- | ------------------------- | ------------ | ------------------------------------------------------------------------------------------ |
| Vancouver East  | David Barrett          | Néo-démocrate             | 3 juin 1976  | Démission de R.A. Williams le 27 février 1976, pour offrir un siège à D. Barrett           |
| Oak Bay         | Victor Albert Stephens | Progressiste-conservateur | 20 mars 1978 | Démission de G.S. Wallace le 31 décembre 1977, pour retourner à la pratique de la médecine |

Notes:
Deux élections partielles sont organisées en 1979 pour les circonscriptions de North Vancouver-Seymour et de North Vancouver-Capilano, mais elles sont annulées lors du déclenchement de l'élection générale de 1979 (en).